# Vela nos Jogos Olímpicos de Verão de 2020 - Finn
A classe Finn da vela nos Jogos Olímpicos de Verão de 2020 foi disputada entre 27 de julho e 3 de agosto de 2021 no Porto de Iates de Enoshima, em Fujisawa. Um total de 19 velejadores, cada um representando um Comitê Olímpico Nacional (CON), participaram do evento.
O título olímpico foi conquistado pelo britânico Giles Scott. A prata ficou com o húngaro Zsombor Berecz, enquanto o espanhol Joan Cardona Méndez conquistou o bronze.

## Qualificação
O período de qualificação começou no Campeonato Mundial de 2018 em Aarhus, Dinamarca. Lá, 101 vagas, cerca de 40% do total, foram entregues aos CONs com as melhores posições em cada classe. Seis vagas estiveram disponíveis nas classes Laser e Laser Radial nos Jogos Asiáticos de 2018 e nos Jogos Pan-Americanos de 2019, enquanto 61 vagas foram distribuídas aos velejadores nos Campeonatos Mundiais de cada classe em 2019. Em 2020 e em 2021, as regatas de qualificação continentais foram realizadas para decidir o restante das vagas, enquanto duas vagas nas classes Laser e Laser Radial foram entregues pela Comissão Tripartite a CONs ainda não representados. Como país-sede, o Japão recebeu vagas em cada uma das 10 classes olímpicas.

## Formato
A prova é composta por dez regatas preliminares e uma de decisão das medalhas (Medal Race). A posição em cada regata se traduz em pontos (os primeiros colocados somam um ponto na classificação, enquanto os décimos, por exemplo, somam 10 pontos), que são acumulados de regata a regata para obter a classificação. Apenas as dez menores pontuações ao fim das dez primeiras regatas avançam para a Medal Race, na qual os pontos obtidos juntam-se aos já acumulados. Cada barco deve excluir uma regata para sua pontuação total, com exceção da Medal Race que não pode ser excluída e sua pontuação conta em dobro.
As regatas desenrolam-se num percurso marcado com boias, que deve ser obrigatoriamente percorrido pelos velejadores conforme as regras do comitê organizador.

## Calendário
| Data → | Terça 27 jul  | Quarta 28 jul | Quinta 29 jul | Sexta 30 jul | Sábado 31 jul | Domingo 1 ago  | Segunda 2 ago | Terça 3 ago |
| ------ | ------------- | ------------- | ------------- | ------------ | ------------- | -------------- | ------------- | ----------- |
| Finn   | Regatas 1 e 2 | Regatas 3 e 4 | Regatas 5 e 6 | Descanso     | Regatas 7 e 8 | Regatas 9 e 10 | Descanso      | Medal Race  |

## Medalhistas
| Ouro   | GBR Giles Scott         |
| Prata  | HUN Zsombor Berecz      |
| Bronze | ESP Joan Cardona Méndez |

## Resultados
Estes foram os resultados obtidos da competição:
| Pos.              | Velejadores         | CON                | Regata | Regata | Regata | Regata | Regata | Regata | Regata | Regata | Regata | Regata | Regata | Pontos | Pontos |
| Pos.              | Velejadores         | CON                | 1      | 2      | 3      | 4      | 5      | 6      | 7      | 8      | 9      | 10     | MR     | Tot.   | Net    |
| ----------------- | ------------------- | ------------------ | ------ | ------ | ------ | ------ | ------ | ------ | ------ | ------ | ------ | ------ | ------ | ------ | ------ |
| Medalha de ouro   | Giles Scott         | GBR Grã-Bretanha   | 9      | 9      | 1      | 1      | 1      | 1      | 6      | 1      | 1      | 7      | 8      | 45     | 36     |
| Medalha de prata  | Zsombor Berecz      | HUN Hungria        | 2      | 2      | 9      | 4      | 6      | 7      | 3      | 5      | 4      | 4      | 2      | 48     | 39     |
| Medalha de bronze | Joan Cardona Méndez | ESP Espanha        | 3      | 3      | 5      | 3      | 2      | 3      | 13     | 7      | 5      | 8      | 12     | 64     | 51     |
| 4                 | Nicholas Heiner     | NED Países Baixos  | 11     | 5      | 10     | 2      | 4      | 2      | 10     | 3      | 7      | 9      | 4      | 67     | 56     |
| 5                 | Josh Junior         | NZL Nova Zelândia  | 12     | 10     | 3      | 7      | 8      | 5      | 1      | 4      | 8      | 1      | 20     | 79     | 67     |
| 6                 | Facundo Olezza      | ARG Argentina      | 5      | 4      | 8      | 5      | 3      | 6      | 16     | 15     | 3      | 3      | 16     | 84     | 68     |
| 7                 | Jake Lilley         | AUS Austrália      | 10     | 8      | 4      | 11     | 7      | 9      | 15     | 6      | 2      | 6      | 6      | 84     | 69     |
| 8                 | Alican Kaynar       | TUR Turquia        | 1      | 1      | 6      | 13     | 9      | 14     | 7      | 20 RET | 10     | 10     | 10     | 101    | 81     |
| 9                 | Max Salminen        | SWE Suécia         | 8      | 12     | 7      | 8      | 12     | 8      | 4      | 2      | 11     | 12     | 18     | 102    | 90     |
| 10                | Tom Ramshaw         | CAN Canadá         | 13     | 7      | 11     | 14     | 10     | 13     | 2      | 9      | 13     | 2      | 14     | 108    | 94     |
| 11                | Anders Pedersen     | NOR Noruega        | 14     | 6      | 2      | 10     | 13     | 12     | 5      | 11     | 9      | 14     |        | 96     | 82     |
| 12                | Ioannis Mitakis     | GRE Grécia         | 4      | 13     | 13     | 6      | 11     | 10     | 11     | 8      | 16     | 18     |        | 110    | 92     |
| 13                | Luke Muller         | USA Estados Unidos | 6      | 11     | 12     | 15     | 14     | 4      | 8      | 10     | 12     | 17     |        | 109    | 92     |
| 14                | Jorge Zarif         | BRA Brasil         | 7      | 15     | 15     | 9      | 5      | 11     | 14     | 13     | 6      | 16     |        | 111    | 95     |
| 15                | Chen He             | CHN China          | 16     | 14     | 14     | 17     | 16     | 15     | 9      | 14     | 15     | 11     |        | 141    | 124    |
| 16                | Kazumasa Segawa     | JPN Japão          | 18     | 16     | 17     | 12     | 15     | 16     | 19     | 12     | 17     | 5      |        | 147    | 128    |
| 17                | Juan Ignacio Pérez  | MEX México         | 19     | 17     | 16     | 16     | 17     | 17     | 17     | 16     | 14     | 15     |        | 164    | 145    |
| 18                | Andrés Lage         | VEN Venezuela      | 15     | 18     | 18     | 18     | 19     | 18     | 18     | 17     | 19     | 13     |        | 173    | 154    |
| 19                | Leo Davis           | RSA África do Sul  | 17     | 19     | 19     | 19     | 18     | 19     | 12     | 18     | 18     | 19     |        | 178    | 159    |

Legenda
| - DSQ = Desclassificação; - DNE = Desclassificação não descartável; - RET = Retirou-se da regata; | - DNC = Não compareceu na área de largada; - DNS = Não largou; - STP = Penalidade padrão; | - UFD = Desclassificação por bandeira "U"; - BFD = Desclassificação por bandeira preta; - OCS = Queima de largada. |